# Ковыряевка
Ковыряевка — бывшая деревня Медынского района Калужской области. Располагалась на левом берегу реки Городенка.
Рядом — Шугурово, Чукаево и Выдровка.

## История
На карте Шуберта на месте деревни обозначено не подписанное селение, к востоку от которого расположен господский дом Утешево,
который в списке населённых мест Калужской губернии (1863) упоминается как владельческое сельцо Утешево при безымянном овраге 2 стана Медынского уезда с 9 жителями.
В списке населённых мест Калужской губернии (1897) в числе населённых пунктов Богдановской волости указаны как деревня Ковыряевка (Утешково) с 41 жителем, так и хутор Утешево с 36 жителями. В списке населённых мест 1914 года также упомянуты обе деревни..
Осенью 1941 года, в ходе Великой Отечественной войны, территория Медынского района была оккупирована немецкими войсками.
В результате Ржевско-Вяземской наступательной операции в полночь 28 января 1942 года деревня была занята 1-й гвардейской мотострелковой дивизией.
В Ковыряевке родились: 
- Иванов, Александр Фёдорович — педагог, Заслуженный учитель школы РСФСР, Народный учитель Российской Федерации